# Список аэропортов Мальдив
Ниже приведён список коммерческих аэропортов Мальдив, сгруппированных по типам и отсортированным по географическим координатам их местонахождения.
Мальдивская республика расположена в экваториальных водах Индийского океана примерно в 700 км к юго-западу от Шри-Ланки. Цепь из 20 атоллов, состоящих из 1192 коралловых островков. Общая площадь — 90 тыс. км², территория суши — 298 км². Столица Мале — единственный город и порт архипелага — расположена на одноимённом атолле.

## Аэропорты Мальдив
Аэропорты, чьи названия специально выделены, обслуживают регулярные рейсы коммерческих авиакомпаний.
| Остров                  | Атолл                   | ИКАО                    | ИАТА                    | Название аэропорта                           | Координаты                       |
| Международные аэропорты | Международные аэропорты | Международные аэропорты | Международные аэропорты | Международные аэропорты                      | Международные аэропорты          |
| ----------------------- | ----------------------- | ----------------------- | ----------------------- | -------------------------------------------- | -------------------------------- |
| Ган                     | Адду (Сиину)            | VRMG                    | GAN                     | международный аэропорт Ган                   | 00°41′36″ ю. ш. 073°09′20″ в. д. |
| Ханимаду                | Хаа-Дхаалу              | VRMH                    | HAQ                     | международный аэропорт Ханимаду              | 06°44′39″ с. ш. 073°10′13″ в. д. |
| Хулуле                  | Северный Мале (Каафу)   | VRMM                    | MLE                     | международный аэропорт имени Ибрагима Насира | 04°11′30″ с. ш. 073°31′45″ в. д. |
| Маамингили              | Алиф-Дхаал              | VRMV                    | VAM                     | международный аэропорт Вилла                 | 03°28′15″ с. ш. 072°50′10″ в. д. |
| Внутренние аэропорты    |                         |                         |                         |                                              |                                  |
| Дхаравандхоо            | Баа                     | VRMD                    | DRV                     | аэропорт Дхаравандхоо                        | 05°09′21″ с. ш. 073°07′58″ в. д. |
| Фувахмулах              | Гнавийани               | VRMR                    | FVM                     | аэропорт Фувахмулах                          | 00°18′33″ ю. ш. 073°26′02″ в. д. |
| Каадедхоо               | Гаафу-Дхаалу            | VRMT                    | KDM                     | аэропорт Каадедхоо                           | 00°29′17″ с. ш. 072°59′49″ в. д. |
| Кадхоо                  | Лааму                   | VRMK                    | KDO                     | аэропорт Кадхоо                              | 01°51′33″ с. ш. 073°31′19″ в. д. |
| Кооддоо                 | Гаафу-Алиф              | VRMO                    | GKK                     | аэропорт Кооддоо                             | 00°44′03″ с. ш. 073°25′58″ в. д. |
| Тхимарафуши             | Тхаа                    |                         | TMF                     | аэропорт Тхимарафуши                         | 02°12′37″ с. ш. 073°09′05″ в. д. |